# 嵩岳寺塔

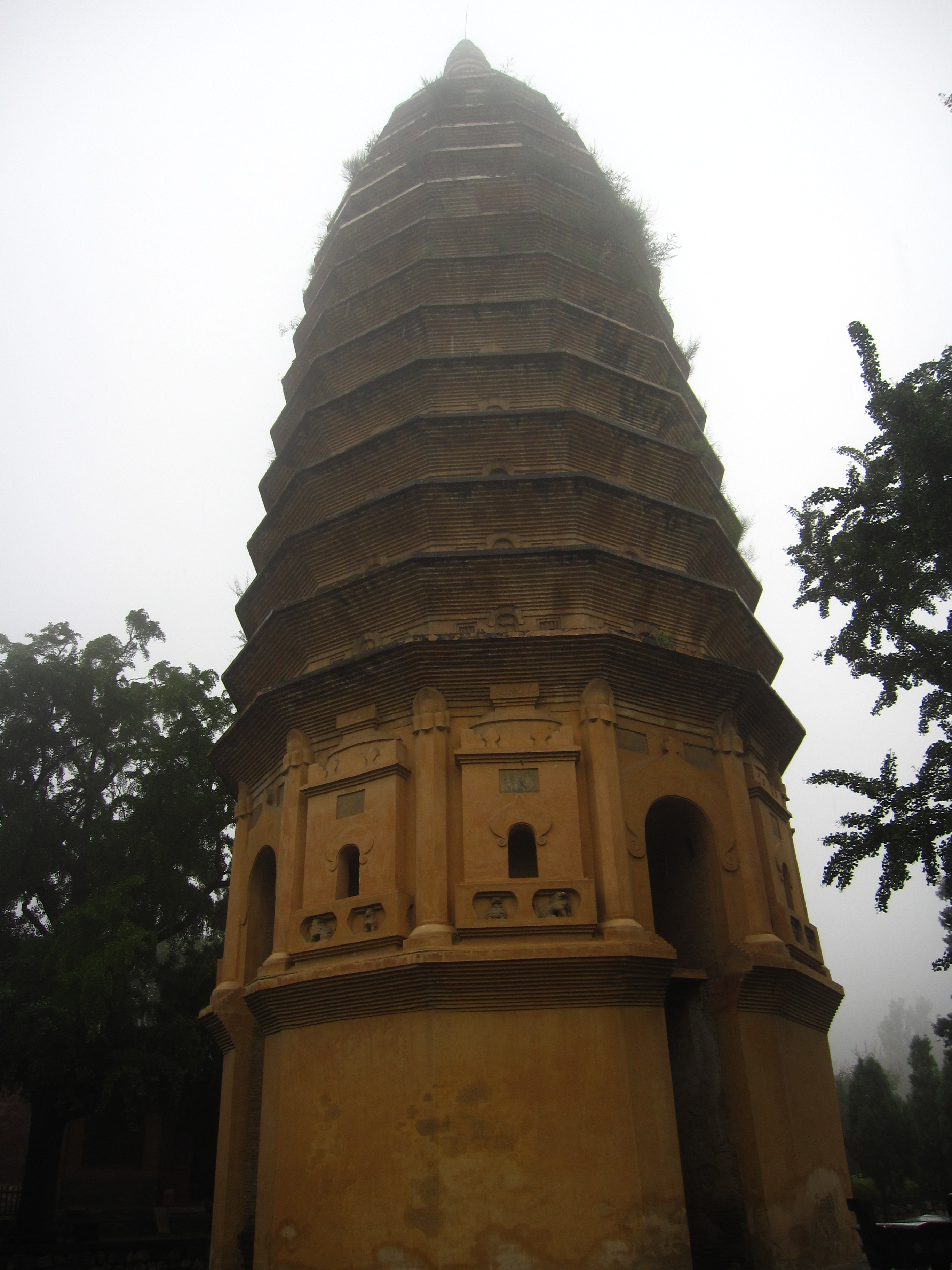
北魏時代に建立された石造密檐式多層塔である嵩岳寺塔。これ以前の塔はほとんどが木造であったが、11世紀以前に建てられた木造仏塔の現存例は中国にはない。

嵩岳寺塔（すうがくじとう）は、中華人民共和国河南省登封市に建てられた北魏時代の仏塔である。嵩山の南麓に位置し、520年に建立された中国最古のレンガ塔である。嵩岳寺はもと北魏皇帝の離宮で、まず520年に仏寺となって閑居寺と名付けられ、620年に寺名が嵩岳寺に改められた。寺は唐代以降廃れ、寺塔以外には清代の遺構がわずかに残るのみとなっている。

## 概要
仏教の普及は、中国建築（英語）に大きな影響を及ぼした。仏教は中国に入ると急速な広がりを見せ、6世紀には既に中国全土に行き渡っていた。さまざまな側面から、仏教崇拝の影響を受けた中国文化はそれらを受容し、取り入れて自らの伝統と混合した新たな形を作り出した。南アジアに見られる盛り土型のストゥーパは中国で楼閣型の建築となり、内部に仏舎利が納められた。
嵩岳寺塔は、外部が十二角形の特徴ある外観となっている。多角形の各辺は上部ほど短くなり、塔は全体として細くなるが、これは側部が直線であった従来の中国建築様式をストゥーパに応用しようとしたものと考えられる。特に5世紀中頃から10世紀にかけてのレンガ塔は、雲崗石窟壁画にも描かれているように、ガンダーラ地方からトルクメニスタン地方にかけての中央アジア型ストゥーパに類似しており、長い年月をかけて仏教由来の様式が中国建築に取り入れられていった様子がうかがえる。

## 構造
嵩岳寺塔は十二角形の平面を持つ、15層密櫓式レンガ塔である。高さは約40メートル、地上部分の直径が10.6メートル、壁の厚さが2.5メートルとなっている。黄色味がかったレンガが使用されており、粘土材で固定されている。嵩岳寺塔が建造された以前の北魏時代は、まだほとんどの仏塔が木造であり、現存するものではこの塔が最古のレンガ塔である。
単純な基壇上に建てられた嵩岳寺塔は、密檐式の多層塔に共通の特徴として初層が高くとられており、中間で疑似的な露台が備えられている。東西南北の出入口は初層のほぼ4分の3の高さを占めている。周囲には多数の飾り窓や飾り扉があり、窓の装飾には獅子や茶瓶の彫刻が施されていて、扉の支柱下部には蓮華座がつけられ、柱頭には宝珠または蓮華模様が彫られている。第2層より上は小型の飾り連子窓が続く。数カ所にのみ開けられた実際の窓が塔身内部に光を取り込んでいる。各層の上部は密に組まれた斗栱を思わせる外観となっている。塔内部には円筒形の壁があり、8層構造となっている。壁からところどころ露出している石が、そこに木造の床があったことを推測させる。内部は初層のみが十二角形で、第2層以上は八角形となっている。

## 世界遺産
2010年7・8月にブラジルで開かれた世界遺産委員会にて、登封周辺地域にある嵩岳寺塔を含む8カ所11点の歴史遺跡物件が「天地の中央」にある登封の史跡群として、新たに世界遺産に登録された。
この世界遺産は世界遺産登録基準のうち、以下の条件を満たし、登録された（以下の基準は世界遺産センター公表の登録基準からの翻訳、引用である）。
- (3) 現存するまたは消滅した文化的伝統または文明の、唯一のまたは少なくとも稀な証拠。
- (6) 顕著で普遍的な意義を有する出来事、現存する伝統、思想、信仰または芸術的、文学的作品と直接にまたは明白に関連するもの（この基準は他の基準と組み合わせて用いるのが望ましいと世界遺産委員会は考えている）。